# Малое Содомово (городской округ город Бор)
Малое Содомово — деревня в городском округе город Бор Нижегородской области.

## География
Деревня Малое Содомово находится в заволжской части Нижегородской области (волжское левобережье), в 19 км к северу от Бора.
В 5 км по прямой к югу находится деревня с парным названием Большое Содомово.

## Население
| 2002 | 2010 |
| ---- | ---- |
| 7    | ↘0   |

## Происхождение названия
Возникновение этого названия, как обосновывает В. Л. Комарович в «Китежской легенде», связано с историей заселения Заволжья: в этом библейском названии Содом сказалось презрительное отношение одних поселенцев — «ревнителей благочестия», ставших заселять Заволжье в XVII веке (старообрядцы, выходцы из монастырей), к другим староверам, обосновавшимся там раньше и перенявшим в бытовом укладе некоторые черты от коренного населения Заволжья — марийцев. Поэтому ряд более ранних заволжских русских поселений и получил название Содомово (означает беспорядок, безнравственность).

Цитата из книги Мельникова-Печерского «В лесах»:
Тамошний люд жил как отрезанный от остального крещеного мира. Церквей там вовсе почти не было, и русские люди своими дикими обычаями сходствовали с соседними звероловами, черемисой и вотяками; только языком и отличались от них. Детей крестили у них бабушки-повитухи, свадьбы-самокрутки венчали в лесу вокруг ракитова куста, хоронились заволжане зря, где попало.